# Pošta Crne Gore

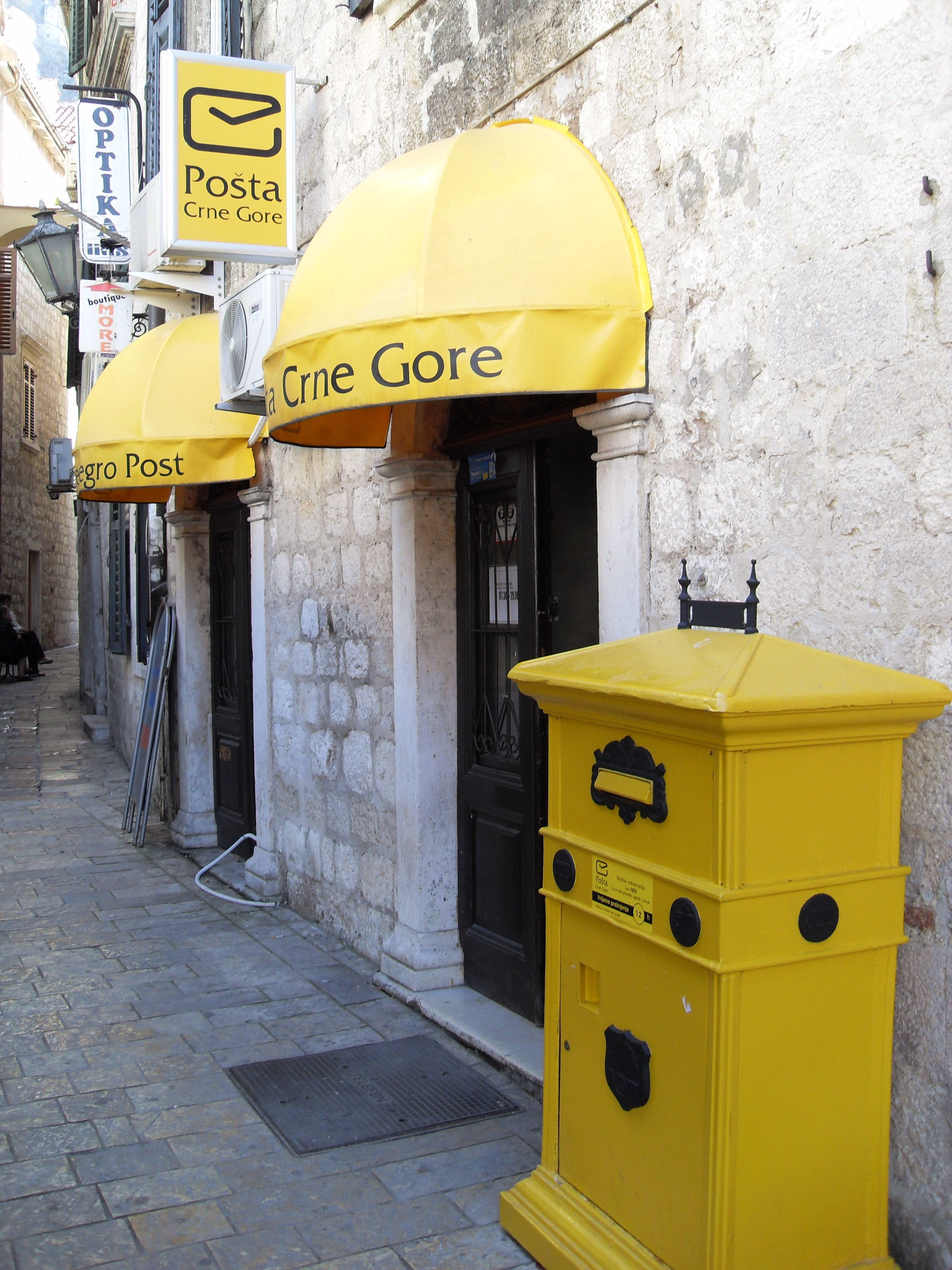
Un bureau de poste de Pošta Crne Gore, à Kotor.

Pošta Crne Gore est l'opérateur postal national du Monténégro.

## Histoire
Le premier service postal est instauré en 1841, suivi en 1854 par le premier bureau de poste bâti sur le territoire du Monténégro, à l'initiative des Autrichiens. Le 2 octobre 1874, les services postaux monténégrins intègrent l'Union postale universelle.
En 1903, la poste monténégrine est la première en Europe à utiliser des véhicules automobiles afin de remplir sa mission de distribution du courrier.
Le 28 octobre 1998, la division de PTT Saobraćaja Crne Gore, société monténégrine des postes, télégraphes et téléphones, en deux nouvelles sociétés est entérinée : un opérateur postal (Pošta Crne Gore) et un opérateur de télécommunications (Telekom Crne Gore). Elle est effective le 31 décembre de la même année,. Pošta Crne Gore est déclarée en tant que société anonyme, dont la dénomination officielle est Pošta Crne Gore Akcionarsko Društvo Podgorica.
La nouvelle indépendance du Monténégro en 2006, vis-à-vis de la Serbie-et-Monténégro, permet à la poste monténégrine d'exercer ses activités à l'échelle nationale. Quelques semaines plus tôt, elle émet à nouveau de manière indépendante des timbres le 15 décembre 2005, pour la première fois depuis 1913,,. Elle intègre l'Union postale universelle le 26 juillet 2006, puis PostEurop le 17 janvier 2008.